# Lonely for You
«Lonely for You» es una canción realizada por el DJ y productor holandés Armin van Buuren con la colaboración de Bonnie McKee. Con motivo del día de San Valentín se adelantó su lanzamiento el 15 de febrero de 2019 por el sello Armada Music y Sony Music.

## Lista de canciones
| Descarga digital - Versión Original |                                      |          |  |
| N.º                                 | Título                               | Duración |  |
| 1.                                  | «Lonely for You» (Radio Edit)        | 3:13     |  |
| 2.                                  | «Lonely for You» (Extended Club Mix) | 5:41     |  |